# Liêm Thân vương

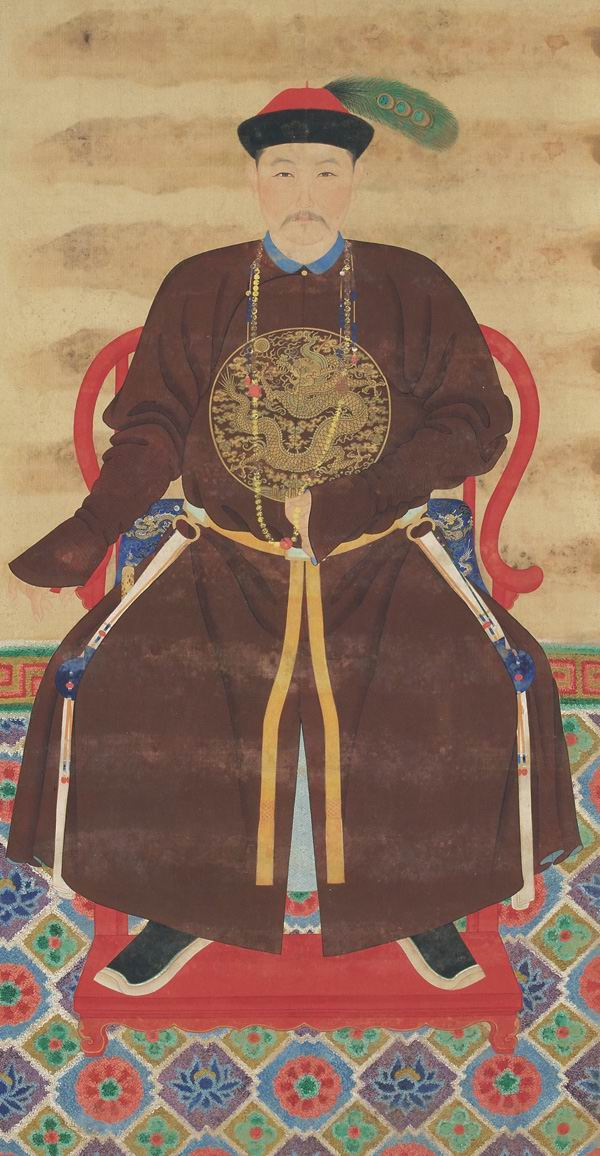
Dận Tự - thủy tổ của Liêm vương phủ

Hòa Thạc Liêm Thân vương (chữ Hán: 和碩廉親王, tiếng Mãn: ᡥᠣᡧᠣᡳ 
ᡥᠠᠨᠵᠠ 
ᠴᡳᠨ ᠸᠠᠩ, Möllendorff: Hošoi hanja cin wang, là tước vị truyền đời của nhà Thanh trong lịch sử Trung Quốc.

## Khái quát
Thủy tổ của Liêm vương phủ là Dận Tự - con trai thứ tám của Khang Hi Đế. Năm Khang Hi thứ 37 (1698), Dận Tự được phong làm Bối lặc. Năm thứ 61 (1722), sau khi Ung Chính Đế lên ngôi, Dận Tự được tấn phong làm Liêm Thân vương. Năm Ung Chính nguyên niên (1723), Dận Tự quản lý sự vụ bộ Công. Đến năm thứ 3 (1725), thì bị cách chức. 1 năm sau cách tước quyển cấm, nghị tội trạng có 40 khoản, bản thân và con cháu bị truất tư cách Tông thất, đổi tên thành A Kỳ Na. Cùng năm đó, Dận Tự qua đời. Năm Càn Long thứ 43 (1778), Càn Long Đế đặc biệt cho phép con cháu của Dận Tự được khôi phục thân phận Tông thất.

### Ý nghĩa phong hiệu
Phong hiệu「Liêm」của Dận Tự trong tiếng Mãn là 「ᡥᠠᠨᠵᠠ」, nghĩa là "Liêm khiết".

### Chi hệ
Dận Tự chỉ có một con trai duy nhất là Hoằng Vượng, do Sử nữ Trương thị sinh ra. Sau khi Dận Tự và con cháu bị truất Tông thất, Tông Nhân phủ yêu cầu đổi tên, vì vậy Dận Tự đổi tên Hoằng Vượng thành Bồ Tát Bảo (nghĩa là hy vọng giữ được). Hoằng Vượng có tất cả ba con trai, con trai trưởng chết yểu, con trai thứ hai là Túc Anh Ngạch, con trai thứ ba là Vĩnh Minh Ngạch.
Túc Anh Ngạch có tất cả sáu con trai, 6 cháu nội và 6 tằng tôn, nhưng cả sáu tằng tôn đều không có hậu duệ. Một chi này tuyệt tự từ năm Đạo Quang thứ 28 (1848).
Vĩnh Minh Ngạch chỉ có một con trai duy nhất là Miên Sâm. Miên Sâm có bốn con trai, nhưng cả ba con trai đều đều chết yểu, con trai nhỏ nhất là Dịch Hãng sống đến năm Quang Tự thứ 5 (1879), qua đời năm 39 tuổi, không có con trai. Một chi của Dận Tự đến đây thì hoàn toàn tuyệt tự.
Sau khi Dịch Hãng qua đời, Liêm vương phủ quá kế cháu 5 đời của Dận Vu làm người thừa tự, vì vậy đến cuối cùng, huyết mạch Liêm vương phủ là do hậu duệ của Du vương phủ kéo dài. Nhưng hậu duệ của con trai thừa tự này cũng cực kỳ đơn bạc, dẫn đến hậu duệ của Liêm vương phủ đến thời Thanh mạt đều là con một mấy đời.
Đến năm 1937, lần biên soạn "Ái Tân Giác La Tông phổ" chính thức cuối cùng, hậu duệ Liêm vương phủ còn tại thế chỉ còn Phổ Khoan 50 tuổi và con trai độc nhất Dục Chương 34 tuổi. Vì vậy về mặt lý thuyết, có thể nói Dục Chương là dòng độc đinh cuối cùng của Liêm vương phủ.
Nhưng đến năm 1947, theo ghi chép, miếu chủ cung phụng Lương phi trong gia miếu (An Quốc tự) là "Kim Dục Bình", vị này là hậu duệ của Di vương phủ. Rất có khả năng là Dục Chương đã qua đời hoặc rời khỏi Bắc Kinh, liền do Tộc trưởng cùng Kỳ đảm nhận Miếu chủ.

### Kỳ tịch
Dận Tự đã được phong Bối lặc vào những năm Khang Hi, đồng thời phong nhập Chính Lam kỳ. Phương thức nhập kỳ tương tự với các anh trai, đều là "Bán đại nhập thức": một bộ phận Tá lĩnh đem ra từ Thượng Tam kỳ, một bộ phận là chiếm đoạt từ Kỳ phân của các Vương công trong Chính Lam kỳ.
Dận Tự được tấn Thân vương vào đầu những năm Ung Chính, đã lấy được một bộ phận Tá lĩnh của An Quận vương (khoảng thời gian này An vương phủ bị định tội, ngừng tập tước). Nhưng sau khi Dận Tự bị cách tước, Tá lĩnh cũng bị thu hồi, một bộ phận được chuyển cho Di vương phủ. Cuối cùng, hậu duệ của Dận Tự là Nhàn tản Tông thất thuộc Tả dực Cận chi Chính Lam kỳ Đệ nhị tộc.

### Địa vị
Lúc Dận Tự còn trẻ, dựa theo tình trạng tùy giá, có thể xem như tương đối được Khang Hi Đế yêu thích, được phong Bối lặc cùng lúc với Ung Chính và Dận Hựu, so ra cũng tương đối sớm. Tuy nhiên đến thời Khang Hi trung hậu kỳ, ảnh hưởng của việc đoạt đích, Dận Tự bị Khang Hi chán ghét, cũng dẫn đến việc tước vị một mực giữ nguyên không thể thăng lên. Đến thời Ung Chính lại gặp đại nạn, hậu duệ trở thành Nhàn tản. Trong số các hậu duệ, Miên Sâm còn có thể coi như tương đối có sức ảnh hưởng, mà các đời đại tông kế thừa về sau đều không có tiếng tăm gì.

### Danh sĩ
Hậu duệ Liêm vương phủ cực ít ỏi, người nổi danh lại càng ít, tương đối vượt trội chỉ có Miên Sâm và Dịch Hãng.
Miên Sâm (載霖), tằng tôn của Dận Tự, con trai duy nhất của Vĩnh Minh Ngạch (永明額). Ông sinh vào năm Gia Khánh nguyên niên (1796), năm Đạo Quang thứ 10 (1830) nhập sĩ nhậm chức Bút thiếp thức (Thất phẩm), từng đảm nhiệm Chủ sự, Lý sự quan, Quang Lộc tự Thiếu khanh, Nội các Học sĩ, lần lượt nhậm Đô thống các Kỳ, Tả đô Ngự sử, Thượng thư của bộ Lễ, bộ Công, bộ Hình; được ban thưởng cưỡi ngựa trong Tử Cấm Thành.
Dịch Hãng (奕沆), con trai thứ tư của Miên Sâm, nhờ cha được thân phận Ấm sinh, nhậm Viên ngoại lang, Thị độc Học sĩ.

### Phủ đệ
Liêm vương phủ nằm ở khu Đông Thành, là phủ đệ của Dận Tự sau khi được tấn phong Thân vương. Sau khi Dận Tự bị hoạch tội cách tước, nơi đây cũng bị hoang phế. Đến năm Càn Long thì nơi đây bị cải tạo thành Kinh bản khố. Từ di tích của Kinh bản khố có thể thấy được, ít nhất phủ đệ có hai bộ phận Đông - Tây, suy đoán phần phía Tây là bộ phận chính của phủ đệ ban đầu.
Ngoài ra, phủ đệ của Dận Tự khi mới được phong Bối lặc là bên phải của Ung Hòa cung, ngày nay không còn tồn tại.

### Viên tẩm
Căn cứ ghi chép của Hoằng Vượng, Dận Tự được an táng tại "Nhiệt Hà thạch động câu tả sơn chi dương". Tuy nhiên theo thân phận của Dận Tự lúc qua đời, đoán chừng chỉ là một phần mộ nhỏ, khó mà tìm kiếm. Mà mộ địa của hậu duệ Dận Tự thì hoàn toàn không có tư liệu. Căn cứ theo thông lệ của nhà Thanh, một chi Liêm vương phủ hẳn là có một phần Nghĩa trang, chẳng qua là do hậu duệ của Dận Tự lưu lạc, tạm thời không có cách nào khảo sát.
Cái gọi là mộ địa của "Bát đại Công thần" ở Bắc Kinh là mộ phần của Ngao Bái, không hề liên quan đến Dận Tự.

## Liêm Thân vương
1. Dĩ cách Liêm Thân vương Dận Tự
1681 - 1723 - 1726

### Hậu duệ Liêm Thân vương
- 1726: Dận Tự
- 1726 - 1762: Hoằng Vượng (弘旺), con trai duy nhất của Dận Tự.
- 1762 - 1795: Túc Anh Ngạch (肅英額), con trai thứ hai của Hoằng Vượng.
- 1795 - 1830: Dịch Anh (奕英), cháu nội Túc Anh Ngạch, con trai trưởng của Linh Hiền (齡賢).
- 1830 - 1848: Tái Lâm (載霖), con trai duy nhất của Dịch Anh, vô tự.

Tất cả con cháu của Túc Anh Ngạch đều qua đời trước năm 1848, chi hệ Túc Anh Ngạch của Liêm vương phủ tuyệt tự.
- 1848 - 1868: Miên Sâm (載霖), cháu nội của Hoằng Vượng, con trai duy nhất của Vĩnh Minh Ngạch (永明額).
- 1868 - 1879: Dịch Hãng (奕沆), con trai thứ tư của Miên Sâm, vô tự.

Dịch Hãng không có con trai, nhận Tái Úy, con trai của Dịch Đệ - huyền tôn của Du Khác Quận vương Dận Vu - làm con thừa tự.
- 1879 - 1882: Tái Úy (載慰), hậu duệ Dận Vu, huyền tôn của Hoằng Khánh, tằng tôn của Vĩnh Tiến (永珔), cháu nội của Miên Tuấn (綿峻), con trai thứ ba của Dịch Đệ (奕杕), vô tự.

Tái Úy vô tự, nhận Phổ Khoan - con trai của tộc huynh Phổ Khoan - làm con thừa tự.
- 1882 - 1912: Phổ Khoan (溥寬), huyền tôn của Vĩnh Tiến, tằng tôn của Miên Lung (綿巄), cháu nội của Dịch Tiêu (奕樵), con trai thứ hai của Tái Hà (載霞).

## Phả hệ Liêm Thân vương
|                              |                              |                              |                              |                              |                              |  |  |                                                    |                                                    |                                                    |                                                    |                                                    |                                                    |  |  |                                      |                                      |                                      |                                      |                                      |                                      |  |  |                                                   |                                                   |                                                   |                                                   | Quá kế                                            |                                                   |  |  |                                                   |                                                   |                                                   |                                                   |                                                   |                                                   |  |  |                                                    |                                                    |                                                    |                                                    |                                                    |                                                    |  |  |  |  |  |  |  |  |  |  |  |  |  |  |  |  |  |  |  |  |  |  |  |  |  |  |  |  |  |  |
|                              |                              |                              |                              |                              |                              |  |  |                                                    |                                                    |                                                    |                                                    |                                                    |                                                    |  |  |                                      |                                      |                                      |                                      |                                      |                                      |  |  |                                                   |                                                   |                                                   |                                                   |                                                   |                                                   |  |  |                                                   |                                                   |                                                   |                                                   |                                                   |                                                   |  |  |                                                    |                                                    |                                                    |                                                    |                                                    |                                                    |  |  |  |  |  |  |  |  |  |  |  |  |  |  |  |  |  |  |  |  |  |  |  |  |  |  |  |  |  |  |
|                              |                              |                              |                              |                              |                              |  |  |                                                    |                                                    |                                                    |                                                    |                                                    |                                                    |  |  |                                      |                                      |                                      |                                      |                                      |                                      |  |  |                                                   |                                                   |                                                   |                                                   |                                                   |                                                   |  |  |                                                   |                                                   |                                                   |                                                   |                                                   |                                                   |  |  |                                                    |                                                    |                                                    |                                                    |                                                    |                                                    |  |  |  |  |  |  |  |  |  |  |  |  |  |  |  |  |  |  |  |  |  |  |  |  |  |  |  |  |  |  |
|                              |                              |                              |                              |                              |                              |  |  | Dĩ cách Liêm Thân vương Doãn Tự 1681 - 1723 - 1726 | Dĩ cách Liêm Thân vương Doãn Tự 1681 - 1723 - 1726 | Dĩ cách Liêm Thân vương Doãn Tự 1681 - 1723 - 1726 | Dĩ cách Liêm Thân vương Doãn Tự 1681 - 1723 - 1726 | Dĩ cách Liêm Thân vương Doãn Tự 1681 - 1723 - 1726 | Dĩ cách Liêm Thân vương Doãn Tự 1681 - 1723 - 1726 |  |  |                                      |                                      |                                      |                                      |                                      |                                      |  |  |                                                   |                                                   |                                                   |                                                   |                                                   |                                                   |  |  | Du Khác Quận vương Doãn Vu 1693 - 1731            | Du Khác Quận vương Doãn Vu 1693 - 1731            | Du Khác Quận vương Doãn Vu 1693 - 1731            | Du Khác Quận vương Doãn Vu 1693 - 1731            | Du Khác Quận vương Doãn Vu 1693 - 1731            | Du Khác Quận vương Doãn Vu 1693 - 1731            |  |  |                                                    |                                                    |                                                    |                                                    |                                                    |                                                    |  |  |  |  |  |  |  |  |  |  |  |  |  |  |  |  |  |  |  |  |  |  |  |  |  |  |  |  |  |  |
|                              |                              |                              |                              |                              |                              |  |  | Dĩ cách Liêm Thân vương Doãn Tự 1681 - 1723 - 1726 | Dĩ cách Liêm Thân vương Doãn Tự 1681 - 1723 - 1726 | Dĩ cách Liêm Thân vương Doãn Tự 1681 - 1723 - 1726 | Dĩ cách Liêm Thân vương Doãn Tự 1681 - 1723 - 1726 | Dĩ cách Liêm Thân vương Doãn Tự 1681 - 1723 - 1726 | Dĩ cách Liêm Thân vương Doãn Tự 1681 - 1723 - 1726 |  |  |                                      |                                      |                                      |                                      |                                      |                                      |  |  |                                                   |                                                   |                                                   |                                                   |                                                   |                                                   |  |  | Du Khác Quận vương Doãn Vu 1693 - 1731            | Du Khác Quận vương Doãn Vu 1693 - 1731            | Du Khác Quận vương Doãn Vu 1693 - 1731            | Du Khác Quận vương Doãn Vu 1693 - 1731            | Du Khác Quận vương Doãn Vu 1693 - 1731            | Du Khác Quận vương Doãn Vu 1693 - 1731            |  |  |                                                    |                                                    |                                                    |                                                    |                                                    |                                                    |  |  |  |  |  |  |  |  |  |  |  |  |  |  |  |  |  |  |  |  |  |  |  |  |  |  |  |  |  |  |
|                              |                              |                              |                              |                              |                              |  |  | Hoằng Vượng (弘旺) 1708 - 1762                     | Hoằng Vượng (弘旺) 1708 - 1762                     | Hoằng Vượng (弘旺) 1708 - 1762                     | Hoằng Vượng (弘旺) 1708 - 1762                     | Hoằng Vượng (弘旺) 1708 - 1762                     | Hoằng Vượng (弘旺) 1708 - 1762                     |  |  |                                      |                                      |                                      |                                      |                                      |                                      |  |  |                                                   |                                                   |                                                   |                                                   |                                                   |                                                   |  |  | Du Cung Quận vương Hoằng Khánh (弘慶) 1724 - 1769 | Du Cung Quận vương Hoằng Khánh (弘慶) 1724 - 1769 | Du Cung Quận vương Hoằng Khánh (弘慶) 1724 - 1769 | Du Cung Quận vương Hoằng Khánh (弘慶) 1724 - 1769 | Du Cung Quận vương Hoằng Khánh (弘慶) 1724 - 1769 | Du Cung Quận vương Hoằng Khánh (弘慶) 1724 - 1769 |  |  |                                                    |                                                    |                                                    |                                                    |                                                    |                                                    |  |  |  |  |  |  |  |  |  |  |  |  |  |  |  |  |  |  |  |  |  |  |  |  |  |  |  |  |  |  |
|                              |                              |                              |                              |                              |                              |  |  | Hoằng Vượng (弘旺) 1708 - 1762                     | Hoằng Vượng (弘旺) 1708 - 1762                     | Hoằng Vượng (弘旺) 1708 - 1762                     | Hoằng Vượng (弘旺) 1708 - 1762                     | Hoằng Vượng (弘旺) 1708 - 1762                     | Hoằng Vượng (弘旺) 1708 - 1762                     |  |  |                                      |                                      |                                      |                                      |                                      |                                      |  |  |                                                   |                                                   |                                                   |                                                   |                                                   |                                                   |  |  | Du Cung Quận vương Hoằng Khánh (弘慶) 1724 - 1769 | Du Cung Quận vương Hoằng Khánh (弘慶) 1724 - 1769 | Du Cung Quận vương Hoằng Khánh (弘慶) 1724 - 1769 | Du Cung Quận vương Hoằng Khánh (弘慶) 1724 - 1769 | Du Cung Quận vương Hoằng Khánh (弘慶) 1724 - 1769 | Du Cung Quận vương Hoằng Khánh (弘慶) 1724 - 1769 |  |  |                                                    |                                                    |                                                    |                                                    |                                                    |                                                    |  |  |  |  |  |  |  |  |  |  |  |  |  |  |  |  |  |  |  |  |  |  |  |  |  |  |  |  |  |  |
|                              |                              |                              |                              |                              |                              |  |  |                                                    |                                                    |                                                    |                                                    |                                                    |                                                    |  |  |                                      |                                      |                                      |                                      |                                      |                                      |  |  |                                                   |                                                   |                                                   |                                                   |                                                   |                                                   |  |  |                                                   |                                                   |                                                   |                                                   |                                                   |                                                   |  |  |                                                    |                                                    |                                                    |                                                    |                                                    |                                                    |  |  |  |  |  |  |  |  |  |  |  |  |  |  |  |  |  |  |  |  |  |  |  |  |  |  |  |  |  |  |
| Vĩnh Loại (永類) 1726 - 1728 | Vĩnh Loại (永類) 1726 - 1728 | Vĩnh Loại (永類) 1726 - 1728 | Vĩnh Loại (永類) 1726 - 1728 | Vĩnh Loại (永類) 1726 - 1728 | Vĩnh Loại (永類) 1726 - 1728 |  |  | Túc Anh Ngạch (肅英額) 1726 - 1795                 | Túc Anh Ngạch (肅英額) 1726 - 1795                 | Túc Anh Ngạch (肅英額) 1726 - 1795                 | Túc Anh Ngạch (肅英額) 1726 - 1795                 | Túc Anh Ngạch (肅英額) 1726 - 1795                 | Túc Anh Ngạch (肅英額) 1726 - 1795                 |  |  | Vĩnh Minh Ngạch (永明額) 1757 - 1841 | Vĩnh Minh Ngạch (永明額) 1757 - 1841 | Vĩnh Minh Ngạch (永明額) 1757 - 1841 | Vĩnh Minh Ngạch (永明額) 1757 - 1841 | Vĩnh Minh Ngạch (永明額) 1757 - 1841 | Vĩnh Minh Ngạch (永明額) 1757 - 1841 |  |  |                                                   |                                                   |                                                   |                                                   |                                                   |                                                   |  |  | Bối lặc Vĩnh Tiến (永珔) 1766 - 1820              | Bối lặc Vĩnh Tiến (永珔) 1766 - 1820              | Bối lặc Vĩnh Tiến (永珔) 1766 - 1820              | Bối lặc Vĩnh Tiến (永珔) 1766 - 1820              | Bối lặc Vĩnh Tiến (永珔) 1766 - 1820              | Bối lặc Vĩnh Tiến (永珔) 1766 - 1820              |  |  |                                                    |                                                    |                                                    |                                                    |                                                    |                                                    |  |  |  |  |  |  |  |  |  |  |  |  |  |  |  |  |  |  |  |  |  |  |  |  |  |  |  |  |  |  |
| Vĩnh Loại (永類) 1726 - 1728 | Vĩnh Loại (永類) 1726 - 1728 | Vĩnh Loại (永類) 1726 - 1728 | Vĩnh Loại (永類) 1726 - 1728 | Vĩnh Loại (永類) 1726 - 1728 | Vĩnh Loại (永類) 1726 - 1728 |  |  | Túc Anh Ngạch (肅英額) 1726 - 1795                 | Túc Anh Ngạch (肅英額) 1726 - 1795                 | Túc Anh Ngạch (肅英額) 1726 - 1795                 | Túc Anh Ngạch (肅英額) 1726 - 1795                 | Túc Anh Ngạch (肅英額) 1726 - 1795                 | Túc Anh Ngạch (肅英額) 1726 - 1795                 |  |  | Vĩnh Minh Ngạch (永明額) 1757 - 1841 | Vĩnh Minh Ngạch (永明額) 1757 - 1841 | Vĩnh Minh Ngạch (永明額) 1757 - 1841 | Vĩnh Minh Ngạch (永明額) 1757 - 1841 | Vĩnh Minh Ngạch (永明額) 1757 - 1841 | Vĩnh Minh Ngạch (永明額) 1757 - 1841 |  |  |                                                   |                                                   |                                                   |                                                   |                                                   |                                                   |  |  | Bối lặc Vĩnh Tiến (永珔) 1766 - 1820              | Bối lặc Vĩnh Tiến (永珔) 1766 - 1820              | Bối lặc Vĩnh Tiến (永珔) 1766 - 1820              | Bối lặc Vĩnh Tiến (永珔) 1766 - 1820              | Bối lặc Vĩnh Tiến (永珔) 1766 - 1820              | Bối lặc Vĩnh Tiến (永珔) 1766 - 1820              |  |  |                                                    |                                                    |                                                    |                                                    |                                                    |                                                    |  |  |  |  |  |  |  |  |  |  |  |  |  |  |  |  |  |  |  |  |  |  |  |  |  |  |  |  |  |  |
|                              |                              |                              |                              |                              |                              |  |  |                                                    |                                                    |                                                    |                                                    |                                                    |                                                    |  |  |                                      |                                      |                                      |                                      |                                      |                                      |  |  |                                                   |                                                   |                                                   |                                                   |                                                   |                                                   |  |  |                                                   |                                                   |                                                   |                                                   |                                                   |                                                   |  |  |                                                    |                                                    |                                                    |                                                    |                                                    |                                                    |  |  |  |  |  |  |  |  |  |  |  |  |  |  |  |  |  |  |  |  |  |  |  |  |  |  |  |  |  |  |
|                              |                              |                              |                              |                              |                              |  |  | Linh Hiền (齡賢) 1754 - 1790                       | Linh Hiền (齡賢) 1754 - 1790                       | Linh Hiền (齡賢) 1754 - 1790                       | Linh Hiền (齡賢) 1754 - 1790                       | Linh Hiền (齡賢) 1754 - 1790                       | Linh Hiền (齡賢) 1754 - 1790                       |  |  | Miên Sâm (綿森) 1796 - 1868          | Miên Sâm (綿森) 1796 - 1868          | Miên Sâm (綿森) 1796 - 1868          | Miên Sâm (綿森) 1796 - 1868          | Miên Sâm (綿森) 1796 - 1868          | Miên Sâm (綿森) 1796 - 1868          |  |  | Trấn quốc Tướng quân Miên Tuấn (綿峻) 1782 - 1843 | Trấn quốc Tướng quân Miên Tuấn (綿峻) 1782 - 1843 | Trấn quốc Tướng quân Miên Tuấn (綿峻) 1782 - 1843 | Trấn quốc Tướng quân Miên Tuấn (綿峻) 1782 - 1843 | Trấn quốc Tướng quân Miên Tuấn (綿峻) 1782 - 1843 | Trấn quốc Tướng quân Miên Tuấn (綿峻) 1782 - 1843 |  |  | Phụ quốc Tướng quân Miên Cương (綿崗) 1796 - 1841 | Phụ quốc Tướng quân Miên Cương (綿崗) 1796 - 1841 | Phụ quốc Tướng quân Miên Cương (綿崗) 1796 - 1841 | Phụ quốc Tướng quân Miên Cương (綿崗) 1796 - 1841 | Phụ quốc Tướng quân Miên Cương (綿崗) 1796 - 1841 | Phụ quốc Tướng quân Miên Cương (綿崗) 1796 - 1841 |  |  | Phụ quốc Tướng quân Miên Lung (綿巄) 1806 - 1873   | Phụ quốc Tướng quân Miên Lung (綿巄) 1806 - 1873   | Phụ quốc Tướng quân Miên Lung (綿巄) 1806 - 1873   | Phụ quốc Tướng quân Miên Lung (綿巄) 1806 - 1873   | Phụ quốc Tướng quân Miên Lung (綿巄) 1806 - 1873   | Phụ quốc Tướng quân Miên Lung (綿巄) 1806 - 1873   |  |  |  |  |  |  |  |  |  |  |  |  |  |  |  |  |  |  |  |  |  |  |  |  |  |  |  |  |  |  |
|                              |                              |                              |                              |                              |                              |  |  | Linh Hiền (齡賢) 1754 - 1790                       | Linh Hiền (齡賢) 1754 - 1790                       | Linh Hiền (齡賢) 1754 - 1790                       | Linh Hiền (齡賢) 1754 - 1790                       | Linh Hiền (齡賢) 1754 - 1790                       | Linh Hiền (齡賢) 1754 - 1790                       |  |  | Miên Sâm (綿森) 1796 - 1868          | Miên Sâm (綿森) 1796 - 1868          | Miên Sâm (綿森) 1796 - 1868          | Miên Sâm (綿森) 1796 - 1868          | Miên Sâm (綿森) 1796 - 1868          | Miên Sâm (綿森) 1796 - 1868          |  |  | Trấn quốc Tướng quân Miên Tuấn (綿峻) 1782 - 1843 | Trấn quốc Tướng quân Miên Tuấn (綿峻) 1782 - 1843 | Trấn quốc Tướng quân Miên Tuấn (綿峻) 1782 - 1843 | Trấn quốc Tướng quân Miên Tuấn (綿峻) 1782 - 1843 | Trấn quốc Tướng quân Miên Tuấn (綿峻) 1782 - 1843 | Trấn quốc Tướng quân Miên Tuấn (綿峻) 1782 - 1843 |  |  | Phụ quốc Tướng quân Miên Cương (綿崗) 1796 - 1841 | Phụ quốc Tướng quân Miên Cương (綿崗) 1796 - 1841 | Phụ quốc Tướng quân Miên Cương (綿崗) 1796 - 1841 | Phụ quốc Tướng quân Miên Cương (綿崗) 1796 - 1841 | Phụ quốc Tướng quân Miên Cương (綿崗) 1796 - 1841 | Phụ quốc Tướng quân Miên Cương (綿崗) 1796 - 1841 |  |  | Phụ quốc Tướng quân Miên Lung (綿巄) 1806 - 1873   | Phụ quốc Tướng quân Miên Lung (綿巄) 1806 - 1873   | Phụ quốc Tướng quân Miên Lung (綿巄) 1806 - 1873   | Phụ quốc Tướng quân Miên Lung (綿巄) 1806 - 1873   | Phụ quốc Tướng quân Miên Lung (綿巄) 1806 - 1873   | Phụ quốc Tướng quân Miên Lung (綿巄) 1806 - 1873   |  |  |  |  |  |  |  |  |  |  |  |  |  |  |  |  |  |  |  |  |  |  |  |  |  |  |  |  |  |  |
|                              |                              |                              |                              |                              |                              |  |  |                                                    |                                                    |                                                    |                                                    |                                                    |                                                    |  |  |                                      |                                      |                                      |                                      |                                      |                                      |  |  |                                                   |                                                   |                                                   |                                                   |                                                   |                                                   |  |  |                                                   |                                                   |                                                   |                                                   |                                                   |                                                   |  |  |                                                    |                                                    |                                                    |                                                    |                                                    |                                                    |  |  |  |  |  |  |  |  |  |  |  |  |  |  |  |  |  |  |  |  |  |  |  |  |  |  |  |  |  |  |
|                              |                              |                              |                              |                              |                              |  |  | Dịch Anh (奕英) 1776 - 1830                        | Dịch Anh (奕英) 1776 - 1830                        | Dịch Anh (奕英) 1776 - 1830                        | Dịch Anh (奕英) 1776 - 1830                        | Dịch Anh (奕英) 1776 - 1830                        | Dịch Anh (奕英) 1776 - 1830                        |  |  | Dịch Hãng (奕沆) 1841 - 1879         | Dịch Hãng (奕沆) 1841 - 1879         | Dịch Hãng (奕沆) 1841 - 1879         | Dịch Hãng (奕沆) 1841 - 1879         | Dịch Hãng (奕沆) 1841 - 1879         | Dịch Hãng (奕沆) 1841 - 1879         |  |  | Dịch Đệ 1841 - ?                                  | Dịch Đệ 1841 - ?                                  | Dịch Đệ 1841 - ?                                  | Dịch Đệ 1841 - ?                                  | Dịch Đệ 1841 - ?                                  | Dịch Đệ 1841 - ?                                  |  |  |                                                   |                                                   |                                                   |                                                   |                                                   |                                                   |  |  | Phụng quốc Tướng quân Dịch Tiều (奕樵) 1838 - 1875 | Phụng quốc Tướng quân Dịch Tiều (奕樵) 1838 - 1875 | Phụng quốc Tướng quân Dịch Tiều (奕樵) 1838 - 1875 | Phụng quốc Tướng quân Dịch Tiều (奕樵) 1838 - 1875 | Phụng quốc Tướng quân Dịch Tiều (奕樵) 1838 - 1875 | Phụng quốc Tướng quân Dịch Tiều (奕樵) 1838 - 1875 |  |  |  |  |  |  |  |  |  |  |  |  |  |  |  |  |  |  |  |  |  |  |  |  |  |  |  |  |  |  |
|                              |                              |                              |                              |                              |                              |  |  | Dịch Anh (奕英) 1776 - 1830                        | Dịch Anh (奕英) 1776 - 1830                        | Dịch Anh (奕英) 1776 - 1830                        | Dịch Anh (奕英) 1776 - 1830                        | Dịch Anh (奕英) 1776 - 1830                        | Dịch Anh (奕英) 1776 - 1830                        |  |  | Dịch Hãng (奕沆) 1841 - 1879         | Dịch Hãng (奕沆) 1841 - 1879         | Dịch Hãng (奕沆) 1841 - 1879         | Dịch Hãng (奕沆) 1841 - 1879         | Dịch Hãng (奕沆) 1841 - 1879         | Dịch Hãng (奕沆) 1841 - 1879         |  |  | Dịch Đệ 1841 - ?                                  | Dịch Đệ 1841 - ?                                  | Dịch Đệ 1841 - ?                                  | Dịch Đệ 1841 - ?                                  | Dịch Đệ 1841 - ?                                  | Dịch Đệ 1841 - ?                                  |  |  |                                                   |                                                   |                                                   |                                                   |                                                   |                                                   |  |  | Phụng quốc Tướng quân Dịch Tiều (奕樵) 1838 - 1875 | Phụng quốc Tướng quân Dịch Tiều (奕樵) 1838 - 1875 | Phụng quốc Tướng quân Dịch Tiều (奕樵) 1838 - 1875 | Phụng quốc Tướng quân Dịch Tiều (奕樵) 1838 - 1875 | Phụng quốc Tướng quân Dịch Tiều (奕樵) 1838 - 1875 | Phụng quốc Tướng quân Dịch Tiều (奕樵) 1838 - 1875 |  |  |  |  |  |  |  |  |  |  |  |  |  |  |  |  |  |  |  |  |  |  |  |  |  |  |  |  |  |  |
|                              |                              |                              |                              |                              |                              |  |  |                                                    |                                                    |                                                    |                                                    |                                                    |                                                    |  |  |                                      |                                      |                                      |                                      |                                      |                                      |  |  |                                                   |                                                   |                                                   |                                                   |                                                   |                                                   |  |  |                                                   |                                                   |                                                   |                                                   |                                                   |                                                   |  |  |                                                    |                                                    |                                                    |                                                    |                                                    |                                                    |  |  |  |  |  |  |  |  |  |  |  |  |  |  |  |  |  |  |  |  |  |  |  |  |  |  |  |  |  |  |
|                              |                              |                              |                              |                              |                              |  |  | Tái Lâm (載霖) 1808 - 1848                         | Tái Lâm (載霖) 1808 - 1848                         | Tái Lâm (載霖) 1808 - 1848                         | Tái Lâm (載霖) 1808 - 1848                         | Tái Lâm (載霖) 1808 - 1848                         | Tái Lâm (載霖) 1808 - 1848                         |  |  |                                      |                                      |                                      |                                      |                                      |                                      |  |  | Tái Úy (載慰) 1873 - 1882                         | Tái Úy (載慰) 1873 - 1882                         | Tái Úy (載慰) 1873 - 1882                         | Tái Úy (載慰) 1873 - 1882                         | Tái Úy (載慰) 1873 - 1882                         | Tái Úy (載慰) 1873 - 1882                         |  |  |                                                   |                                                   |                                                   |                                                   |                                                   |                                                   |  |  | Phụng ân Tướng quân Tái Hà (載霞) 1860 - 1922      | Phụng ân Tướng quân Tái Hà (載霞) 1860 - 1922      | Phụng ân Tướng quân Tái Hà (載霞) 1860 - 1922      | Phụng ân Tướng quân Tái Hà (載霞) 1860 - 1922      | Phụng ân Tướng quân Tái Hà (載霞) 1860 - 1922      | Phụng ân Tướng quân Tái Hà (載霞) 1860 - 1922      |  |  |  |  |  |  |  |  |  |  |  |  |  |  |  |  |  |  |  |  |  |  |  |  |  |  |  |  |  |  |
|                              |                              |                              |                              |                              |                              |  |  | Tái Lâm (載霖) 1808 - 1848                         | Tái Lâm (載霖) 1808 - 1848                         | Tái Lâm (載霖) 1808 - 1848                         | Tái Lâm (載霖) 1808 - 1848                         | Tái Lâm (載霖) 1808 - 1848                         | Tái Lâm (載霖) 1808 - 1848                         |  |  |                                      |                                      |                                      |                                      |                                      |                                      |  |  | Tái Úy (載慰) 1873 - 1882                         | Tái Úy (載慰) 1873 - 1882                         | Tái Úy (載慰) 1873 - 1882                         | Tái Úy (載慰) 1873 - 1882                         | Tái Úy (載慰) 1873 - 1882                         | Tái Úy (載慰) 1873 - 1882                         |  |  |                                                   |                                                   |                                                   |                                                   |                                                   |                                                   |  |  | Phụng ân Tướng quân Tái Hà (載霞) 1860 - 1922      | Phụng ân Tướng quân Tái Hà (載霞) 1860 - 1922      | Phụng ân Tướng quân Tái Hà (載霞) 1860 - 1922      | Phụng ân Tướng quân Tái Hà (載霞) 1860 - 1922      | Phụng ân Tướng quân Tái Hà (載霞) 1860 - 1922      | Phụng ân Tướng quân Tái Hà (載霞) 1860 - 1922      |  |  |  |  |  |  |  |  |  |  |  |  |  |  |  |  |  |  |  |  |  |  |  |  |  |  |  |  |  |  |
|                              |                              |                              |                              |                              |                              |  |  |                                                    |                                                    |                                                    |                                                    |                                                    |                                                    |  |  |                                      |                                      |                                      |                                      |                                      |                                      |  |  |                                                   |                                                   |                                                   |                                                   |                                                   |                                                   |  |  |                                                   |                                                   |                                                   |                                                   |                                                   |                                                   |  |  |                                                    |                                                    |                                                    |                                                    |                                                    |                                                    |  |  |  |  |  |  |  |  |  |  |  |  |  |  |  |  |  |  |  |  |  |  |  |  |  |  |  |  |  |  |
|                              |                              |                              |                              |                              |                              |  |  |                                                    |                                                    |                                                    |                                                    |                                                    |                                                    |  |  |                                      |                                      |                                      |                                      |                                      |                                      |  |  |                                                   |                                                   |                                                   |                                                   |                                                   |                                                   |  |  |                                                   |                                                   |                                                   |                                                   |                                                   |                                                   |  |  | Phổ Khoan (溥寬) 1882 - ?                          |                                                    |                                                    |                                                    |                                                    |                                                    |  |  |  |  |  |  |  |  |  |  |  |  |  |  |  |  |  |  |  |  |  |  |  |  |  |  |  |  |  |  |
|                              |                              |                              |                              |                              |                              |  |  |                                                    |                                                    |                                                    |                                                    |                                                    |                                                    |  |  |                                      |                                      |                                      |                                      |                                      |                                      |  |  |                                                   |                                                   |                                                   |                                                   |                                                   |                                                   |  |  |                                                   |                                                   |                                                   |                                                   |                                                   |                                                   |  |  |                                                    |                                                    |                                                    |                                                    |                                                    |                                                    |  |  |  |  |  |  |  |  |  |  |  |  |  |  |  |  |  |  |  |  |  |  |  |  |  |  |  |  |  |  |
|                              |                              |                              |                              |                              |                              |  |  |                                                    |                                                    |                                                    |                                                    |                                                    |                                                    |  |  |                                      |                                      |                                      |                                      |                                      |                                      |  |  |                                                   |                                                   |                                                   |                                                   |                                                   |                                                   |  |  |                                                   |                                                   |                                                   |                                                   |                                                   |                                                   |  |  | Dục Chương (毓漳) 1901 - ?                         |                                                    |                                                    |                                                    |                                                    |                                                    |  |  |  |  |  |  |  |  |  |  |  |  |  |  |  |  |  |  |  |  |  |  |  |  |  |  |  |  |  |  |